# Eddy Paape
Eddy Paape, pseudonimo di Edouard Paape (Grivegnée, 7 marzo 1920 – Bruxelles, 12 maggio 2012), è stato un fumettista belga.
È un disegnatore di fumetti noto in Italia per la serie Luc Orient pubblicata per la prima volta sui Classici Audacia il 20 novembre 1967.